# Maël-Carhaix
Maël-Carhaix é uma comuna francesa na região administrativa da Bretanha, no departamento Côtes-d'Armor. Estende-se por uma área de 36,66 km². 
Em 2010 a comuna tinha 1 514 habitantes (densidade: 41,3 hab./km²).